# Estación 13 PLMB
La Estación 13 de la PLMB será una de las estaciones que forman parte del Metro de Bogotá, pertenecerá a la Línea 1 actualmente en construcción. Se ubicará en el límite de las localidades de Los Mártires y Santa Fe al oriente de Bogotá.

## Ubicación
La estación estará ubicada en el centro de la ciudad, más específicamente sobre la Avenida Caracas con calle 24. Se accederá a ella a través del espacio público de la Avenida Caracas al nivel del suelo.
Atenderá la demanda de los barrios Santa Fe, Alameda y sus alrededores. En las cercanías se encuentran las Torres Atrio.

## Origen del nombre
La estación recibe su nombre temporal de la numeración realizada en la etapa de diseño de la primera línea del metro de Bogotá para cada una de las 16 estaciones que la componen. Se espera que el nombre definitivo sea elegido por la comunidad antes de ser puesta en funcionamiento la estación de la misma manera como se ha realizado con las más recientes estaciones de TransMilenio.

## Historia
En 2016 se dio a conocer el diseño de las estaciones de la primera línea del metro de Bogotá. La licitación inició en el año 2018 y finalmente fue adjudicada la construcción en el año 2019 la cual inició en el 2020.

## Servicios de la estación
Además de servir como plataforma para acceso a los trenes de la primera línea del metro de Bogotá, la estación contará con servicios adicionales como cicloparqueaderos, baños públicos, áeras comerciales de ingreso libre, entre otros:

### Esquema de la estación
| Nivel 3 | Área técnica                                           | Área técnica      | Área técnica        | Área técnica      | Área comercial      | Área comercial      | Área comercial | Área comercial |
| Nivel 3 |                                                        |                   | Edificio occidental |                   |                     |                     |                |                |
| Nivel 3 |                                                        |                   |                     |                   |                     |                     |                |                |
| Nivel 3 | Plataforma occidente las puertas se abren a la derecha |                   |                     |                   |                     |                     |                |                |
| Nivel 3 | ← Sur Hacía la Estación 12                             |                   |                     |                   |                     |                     |                |                |
| Nivel 3 | Norte Hacía la Estación 14 →                           |                   |                     |                   |                     |                     |                |                |
| Nivel 3 | Plataforma oriente las puertas se abren a la derecha   |                   |                     |                   |                     |                     |                |                |
| Nivel 3 |                                                        |                   |                     |                   |                     |                     |                |                |
| Nivel 3 | Edificio oriental                                      |                   |                     |                   |                     |                     |                |                |
| Nivel 3 |                                                        |                   |                     |                   |                     |                     |                |                |
| Nivel 3 | Área comercial                                         |                   |                     |                   |                     |                     |                |                |
|         |                                                        |                   |                     |                   |                     |                     |                |                |
| Nivel 2 |                                                        |                   |                     |                   |                     |                     | Área técnica   | Área técnica   |
| Nivel 2 |                                                        |                   | Edificio occidental |                   |                     |                     | Área técnica   | Área técnica   |
| Nivel 2 | Área comercial                                         | Área comercial    |                     |                   | Área comercial      | Área comercial      |                |                |
| Nivel 2 | Área comercial                                         | Área comercial    |                     |                   | Área comercial      | Área comercial      |                |                |
| Nivel 2 |                                                        |                   | Puente peatonal     |                   |                     |                     |                |                |
| Nivel 2 | Área comercial                                         | Área comercial    |                     |                   |                     |                     | Área comercial | Área comercial |
| Nivel 2 | Área comercial                                         | Área comercial    |                     |                   |                     |                     | Área comercial | Área comercial |
| Nivel 2 | Área comercial                                         | Área comercial    | Edificio oriental   |                   |                     |                     | Área comercial | Área comercial |
| Nivel 2 |                                                        |                   |                     |                   |                     |                     | Área comercial | Área comercial |
|         |                                                        |                   |                     |                   |                     |                     |                |                |
| Nivel 1 |                                                        |                   | Área comercial      | Área comercial    |                     | Área comercial      | Área comercial | Área comercial |
| Nivel 1 |                                                        |                   | Área comercial      | Área comercial    |                     | Área comercial      | Área comercial | Área comercial |
| Nivel 1 |                                                        |                   | Área comercial      | Área comercial    |                     | Área comercial      | Área comercial | Área comercial |
| Nivel 1 | Espacio público                                        |                   |                     |                   |                     |                     |                |                |
| Nivel 1 | ←                                                      |                   |                     |                   |                     |                     |                |                |
| Nivel 1 | Avenida Caracas                                        |                   |                     |                   |                     |                     |                |                |
| Nivel 1 | →                                                      |                   |                     |                   |                     |                     |                |                |
| Nivel 1 | Espacio público                                        |                   |                     |                   |                     |                     |                |                |
| Nivel 1 |                                                        |                   | Área comercial      | Área comercial    |                     | Área comercial      | Área comercial | Área comercial |
| Nivel 1 |                                                        |                   | Área comercial      | Área comercial    |                     | Área comercial      | Área comercial | Área comercial |
| Nivel 1 |                                                        |                   | Área comercial      | Área comercial    |                     | Área comercial      | Área comercial | Área comercial |
|         |                                                        |                   |                     |                   |                     |                     |                |                |
| Sótano  | Cicloparqueaderos                                      | Cicloparqueaderos | Cicloparqueaderos   | Cicloparqueaderos | Edificio occidental | Edificio occidental |                |                |
| Sótano  | Cicloparqueaderos                                      | Cicloparqueaderos | Cicloparqueaderos   | Cicloparqueaderos |                     |                     |                |                |
| Sótano  | Cicloparqueaderos                                      | Cicloparqueaderos | Cicloparqueaderos   | Cicloparqueaderos |                     |                     |                |                |
| Sótano  | Cicloparqueaderos                                      | Cicloparqueaderos | Cicloparqueaderos   | Cicloparqueaderos | Área comercial      |                     |                |                |